# Középcímer

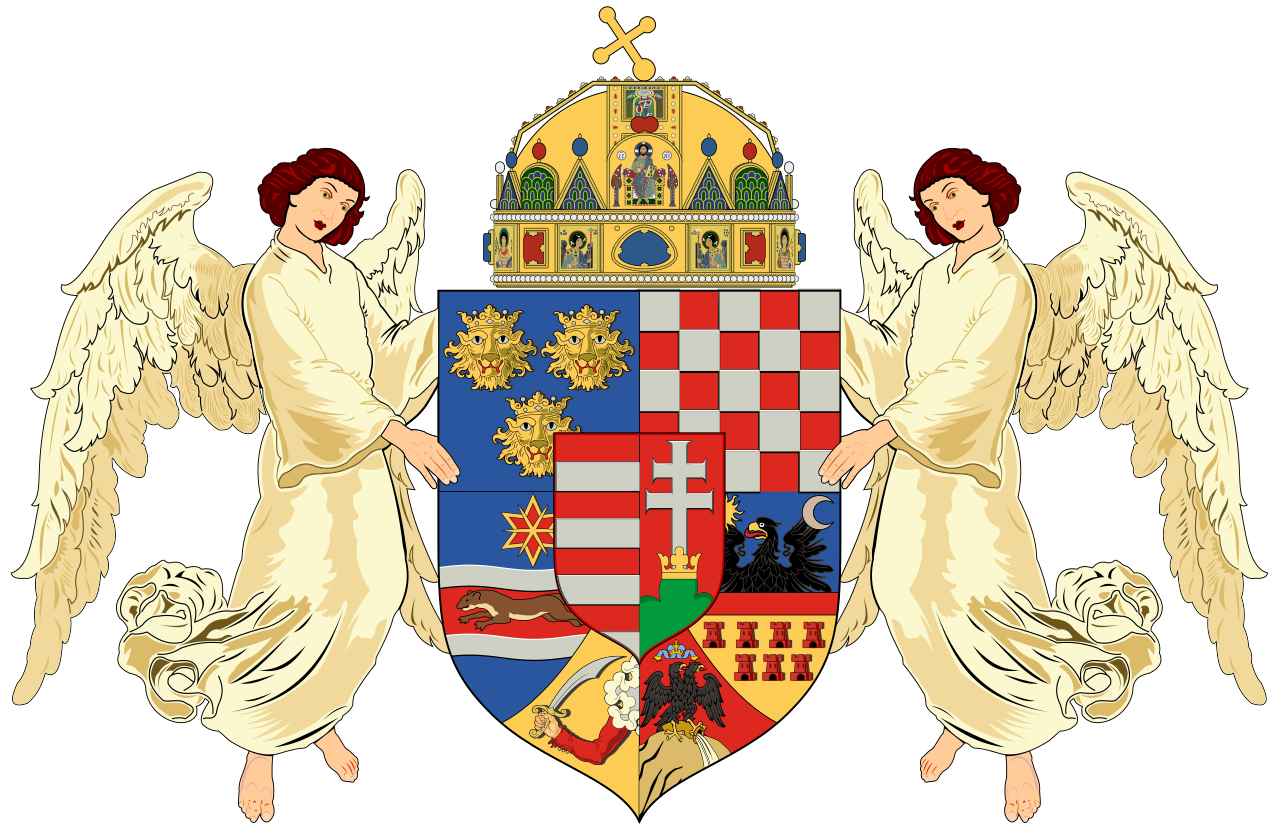
A Magyar Szent Korona Országainak „angyalos” középcímere

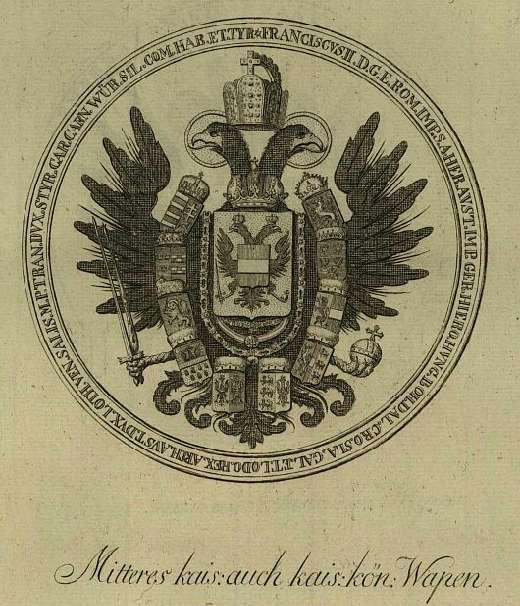
Ferenc király középcímere (1804)

A középcímer elsősorban egy ország azon címere, mely külön pajzson a fő tartományokon vagy családi címereken kívül egyéb címereket is tartalmaz, melyek az ország vagy a család fennhatósága alá tartoznak. Általában azonban már nem tartalmazza minden ténylegesen birtokolt vagy csak igényelt terület címerét, melyek inkább már a nagycímer részei.
A Magyar Szent Korona Országainak középcímere két pajzsból áll. A nagypajzs tetején a Szent Korona nyugszik a kisebb boglárpajzs a nagypajzs közepén helyezkedik el, ami Magyarország címere korona nélkül (mivel az a nagypajzs fölött látható). A nagypajzs jobb felső részén Dalmácia, alatta Erdély  címere, a középcímer nagypajzsának bal felsőrészén Horvátország, alatta Szlavónia címere. A nagypajzs bal alsó részén Fiume címere, a jobb alsó részén Bosznia címere látható.

A középcímer másik két változata (nem szinbólumok, csak a kinézet):

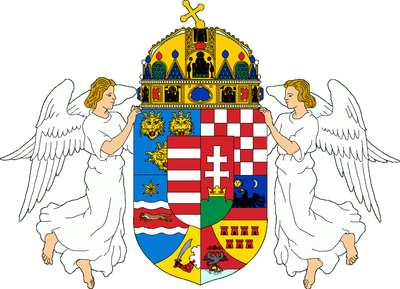

A középcímer tehát egy leegyszerűsített nagycímer, mely csak a legfontosabb mezőket tartalmazza. A középcímer kialakítását és használatát a legtöbb országban külön szabályozzák és néha az udvari főtisztviselők számára is megengedték az állami középcímer viselését az öltözékükön és máshol.